# Bryophryne abramalagae
Bryophryne abramalagae is een kikker uit de familie Strabomantidae. De soort werd voor het eerst wetenschappelijk gepubliceerd door Edgar Lehr en Alessandro Catenazzi in 2010.
De soort komt voor in delen van Zuid-Amerika en leeft endemisch in Peru.